# ГЕС Б'єдрон
ГЭС Б'єдрон (фр. Centrale hydroélectrique du Bieudron) — високонапірна дериваційна гідроелектростанція в швейцарських Альпах, розташована у кантоні Вале. Є складовою частиною гідрокомплексу Клезон-Діксенс, встановлена потужність ГЕС становить 1269 МВт.

## Загальні відомості
дериваційного ГЕС Б'єдрон забезпечується водою з водосховища Дікс на річці Діксенс, також використовується вода зі сточища інших річок. Машинний зал станції розташований безпосередньо на річці Рона.
ГЕС використовує три турбіни Пелтона, кожна потужністю 423 МВт. В ході попередніх випробувань їх максимальна потужність склала 449423 МВт. Кожна з турбін розрахована на роботу при напорі ~ 1 869 м і при надходженні води зі швидкістю 25 м³/сек, ККД становить ~ 92,37 %. Конструкція турбін заснована на п'ятиструменевій конфігурації; кожен потік має діаметр 193 мм і вихідну швидкість 192 м/сек. Потік кінетичної енергії води, що надходить в кожному струмені, становить 92,16 МВт. Розрахунковий робочий тиск, при якому здійснюється робота турбіни, становить 200,5 атм. Сумарна швидкість розрахункової витрати води через три турбіни складає 75 м³/сек, а потужність станції — ~ 1269 МВт.
Турбіни спроектовані і виготовлені швейцарською фірмою VA Tech. ГЕС є наймолодшою в комплексі Клезон-Діксенс, її будівництво здійснювалося в період з 1993 по 1998 рр, вартість будівництва склала US $ 1.2 млрд.

## Рекордні показники станції
Станція була запущена в експлуатацію в 1998 році, разом з цим встановивши відразу два світові рекорди — на сьогодні ГЕС використовує найпотужніші турбіни Пелтона і найбільший розрахунковий напір (≤1883 м), при якому вони працюють. Також, в 2011 році ця станція є найбільшою ГЕС на території Швейцарії.